# Eucladium commutatum
Eucladium commutatum är en bladmossart som beskrevs av Gl. Eucladium commutatum ingår i släktet Eucladium och familjen Pottiaceae. Inga underarter finns listade i Catalogue of Life.